# Tata Consultancy Services
Tata Consultancy Services (TCS) är ett globalt företag som erbjuder konsulttjänster och affärslösningar inom IT.
TCS är en del av Tata Group, Indiens största industrikonglomerat, och har över 615 000 konsulter i 46 länder. Bolaget omsatte 25,7 miljarder USD under räkenskapsperioden som avslutades 31 mars 2022 och är noterat på BSE (tidigare Bombay Stock Exchange) samt NSE (National Stock Exchange) i Indien.
TCS etablerades i Norden år 1991 och har cirka 20 000 medarbetare som arbetar för kunder i Sverige, Finland, Norge och Danmark.
TCS Sverige är titelsponsor till Lidingöloppet.